# 鹿児島港駅
鹿児島港駅（かごしまこうえき）は、鹿児島県鹿児島市住吉町にあった日本国有鉄道（国鉄）鹿児島本線（貨物支線）の駅（貨物駅。廃駅）である。

## 歴史
- 1953年（昭和28年）5月1日：鹿児島 - 当駅間貨物支線開業に伴い設置[1][2]。
- 1984年（昭和59年）2月1日：貨物支線廃止により廃駅となる[3][2]。

## 隣の駅
日本国有鉄道
鹿児島本線（貨物支線）
鹿児島駅 - （貨）鹿児島港駅